# European Journal of Pediatrics
L'European Journal of Pediatrics è una rivista medica mensile sottoposta a revisione paritaria, che si occupa di pediatria. Fondata nel 1910 con il nome di Zeitschrift für Kinderheilkunde, nel 1975 ha assunto la denominazione attuale. È pubblicata da Springer Science+Business Media ed è la rivista ufficiale sia della Società Pediatrica Belga che della Società Pediatrica Svizzera.
Il caporedattore è Peter de Winter (Spaarne Gasthuis).
Secondo il Journal Citation Reports, la rivista ha ricevuto un fattore di impatto per il 2021 pari a 3,860.

## Articoli notevoli
Esempi derivati da Wikipedia
- Jung Woo Lee, Yookyung Kim e Vidya Perera, Prediction of plasma caffeine concentrations in young adolescents following ingestion of caffeinated energy drinks: a Monte Carlo simulation, in European Journal of Pediatrics, vol. 174, n. 12, 26 giugno 2015,  pp. 1671–1678, DOI:10.1007/s00431-015-2581-x. URL consultato il 12 giugno 2024. (caffeina)
- (EN) ME Weijerman, de Winter, JP, Clinical practice. The care of children with Down syndrome, in European journal of pediatrics, vol. 169, n. 12, dicembre 2010,  pp. 1445–52, DOI:10.1007/s00431-010-1253-0, PMID 20632187. (sindrome di Down)
- European Journal of Pediatrics: Hypospadias, all there is to know. (ipospadia)
- L. M. Mahieu, R. P. Rooman e E. Goossens, Imidazoline intoxication in children, in European Journal of Pediatrics, vol. 152, n. 11, 1993-11,  pp. 944–946, DOI:10.1007/BF01957538. URL consultato il 17 giugno 2023. (nafazolina)
- Stefano Veraldi, Ermira Cuka e Anna Chiaratti, Paederus fuscipes dermatitis: a report of nine cases observed in Italy and review of the literature, in European journal of dermatology: EJD, vol. 23, n. 3, 2013-05,  pp. 387-391, DOI:10.1684/ejd.2013.2028. URL consultato il 29 febbraio 2020. (dermatosi da artropodi)
- L. F. De Swert, Risk factors for allergy, in European Journal of Pediatrics, vol. 158, n. 2, 1999-02,  pp. 89-94, DOI:10.1007/s004310051024. URL consultato il 17 febbraio 2020. (allergia)
- Nedal Hejazi, Alfred Witzmann e Peter Fae, Unilateral decompressive craniectomy for children with severe brain injury. Report of seven cases and review of the relevant literature, in European Journal of Pediatrics, vol. 161, n. 2, 2002-02,  pp. 99–104, DOI:10.1007/s00431-001-0864-x. URL consultato il 15 settembre 2021. (craniectomia decompressiva)
- Lifschitz C, Szajewska H, Cow's milk allergy: evidence-based diagnosis and management for the practitioner, in European Journal of Pediatrics, vol. 174, n. 2, febbraio 2015,  pp. 141-50, DOI:10.1007/s00431-014-2422-3, PMC 4298661, PMID 25257836. (allergia al latte)
- (EN) Christian Guilleminault, R. Winkle, R. Korobkin e B. Simmons, Children and nocturnal snoring: evaluation of the effects of sleep related respiratory resistive load and daytime functioning, in European Journal of Pediatrics, vol. 139, n. 3, novembre 1982,  pp. 165-71, PMID 7160405. URL consultato il 17 marzo 2015. (sindrome da aumentata resistenza delle vie aeree superiori)
- (EN) R. Barradell, A. Addo e A. J. G. McDonagh, Phytophotodermatitis mimicking child abuse, in European Journal of Pediatrics, vol. 152, n. 4, 1993-04,  pp. 291–292, DOI:10.1007/BF01956735. URL consultato l'11 agosto 2024. (fitofotodermatite)
- de Ravel TJ, Devriendt K, Fryns J-P, Vermeesch JR (2007) What's new in karyotyping? The move towards array comparative genomic hybridization (CGH). European Journal of Pediatrics 166:637–643. (ibridazione genomica comparativa)